# Clara Baiocchi
Clara Baiocchi (Bell Ville, 8 de diciembre de 1999) es una atleta argentina especializada en pruebas de medio fondo con obstáculos. Se consagró múltiples veces campeona argentina en 3.000 metros.

## Trayectoria
En el año 2013 consiguió el puesto N°1 en el ranking argentino en pruebas de 1.200 metros, luego de la marca que la consagrara campeona provincial y sudamericana en pruebas de esas distancias. Ese mismo año fue Campeona Nacional de Clubes Menores en 3000 m, Campeona Nacional en Menores en 3000 m, Campeona Nacional en Cadetes en 1200 m, Campeona Sudamericana en Cadetes en 1200 m logrando ese año un nuevo récord provincial.
En 2014 fue campeona nacional de cross y de carrera de montaña y obtuvo medalla de bronce en los 3000 metros del Sudamericano disputado en Colombia.
En el nacional de menores se impuso  en los 1500 y 3000 metros y en los 1500 metros del nacional de juveniles. En los juegos binacionales, obtuvo la medalla de oro en los 1500 y 800 metros.
En el 2015 participó del Grand Prix Panamericano de atletismo en Cali, Colombia formando parte de la delegación argentina.
En 2016 fue Campeona Sudamericana Sub-18 en la prueba de 2.000 metros con una marca de 6.56.62 en el campeonato disputado en Concordia, Entre Ríos.
Entre sus logros más importantes se destacan tres medallas de oro en 800, 1.500 y 5.000 metros en los Juegos Binacionales de Integración Andina "Cristo Redentor" donde participó representando a la Provincia de Córdoba en 2017. Ese mismo año salió primera  en pruebas de 800 m en el torneo de la Vendimia, Mendoza.
En 2018 obtuvo el primer puesto en la máxima categoría del 98.º Campeonato Argentino disputado en Rosario el cual le permitió la clasificación al mundial Sub-20 de atletismo, en la ciudad de Tampere, Finlandia. Su participación en el mundial se vio perturbada por haber perdido una de sus zapatillas luego de que una corredora le pisara el calzado y la haya obligado a completar la prueba descalza quedando en el puesto 13 con un tiempo de 10m44s92.